# 카자망스강

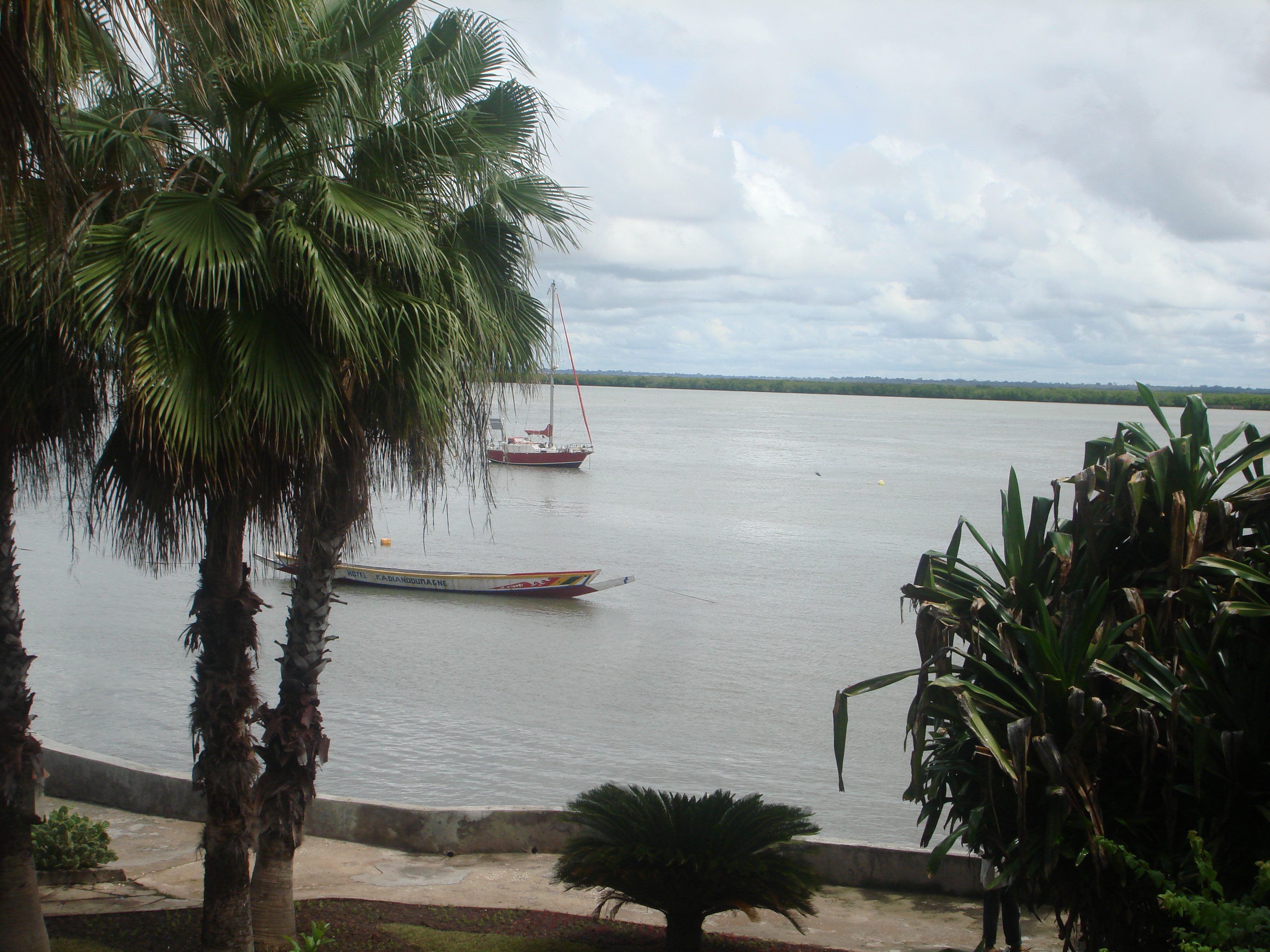
지갱쇼르의 카사망스강

카자망스강(프랑스어: Fleuve Casamance)은 세네갈 카자망스 지역에 위치한 강으로, 대부분 서쪽으로 흘러 대서양으로 들어간다. 길이는 약 320 km이지만, 이 중 130km만 항해 가능하다. 카자망스강은 세네갈 남부의 콜다주, 세디우주, 지갱쇼르주를 지난다. 북쪽으로는 감비아강, 남쪽으로는 카셰우강과 게바강 사이에 위치한다.
카자망스강에서 가장 중요한 도시 중 하나인 지갱쇼르에는 북쪽 강변의 비뇨나현와 연결되는 다리가 있다. 강변을 따라 있는 다른 주요 정착지로는 구돔프, 세디우, 디아타쿤타구, 타나프구, 콜다 등이 있다.
강의 이름은 식민지 이전 카사 왕국의 만사, 즉 왕의 이름을 따서 지어졌다.